# Carrousel (Album)
Carrousel ist ein Jazzalbum von Théo Ceccaldi. Die zwischen dem 2. und 29. September 2011 im Studio Nyima bei Orleans entstandenen Aufnahmen erschienen 2012 auf Ayler Records.

## Hintergrund
Das französische Trio um den Geiger Théo Ceccaldi wurde den Kabel Ayler Records von Kontrabassistin Joëlle Léandre empfohlen. Es legte mit Carrousel das Debütalbum vor. Die Instrumentierung des Trios ist im Jazz selten: Violine, gespielt vom Leiter Théo Ceccaldi (der hier die meisten Kompositionen komponierte); Cello, von Bruder Valentin; und E-Gitarre von Guillaume Aknine. In der kollektiven Improvisation von „Mélenchology“ wird das bekannte Thema „Norwegian Wood“ von John Lennon und Paul McCartney zitiert.

## Titelliste
- Théo Ceccaldi: Carrousel (Ayler Records AYLCD-129)[1]

1. Excusez-moi
2. Le Crapaud
3. Gros sur la Patate (Guillaume Aknine, Théo Ceccaldi, Valentin Ceccaldi)
4. Cocube (Valentin Ceccaldi)
5. Mélenchology (Guillaume Aknine, Théo Ceccaldi, Valentin Ceccaldi)
6. Tiding Ting
7. Objets Lumineux (Roberto Negro)
8. Blouse Blanche et Blouson Noir
9. Odette
10. Viennoiserie
11. Le Chêne au Nord

Wenn nicht anders vermerkt, stammen die Kompositionen von Théo Ceccaldi.

## Rezeption

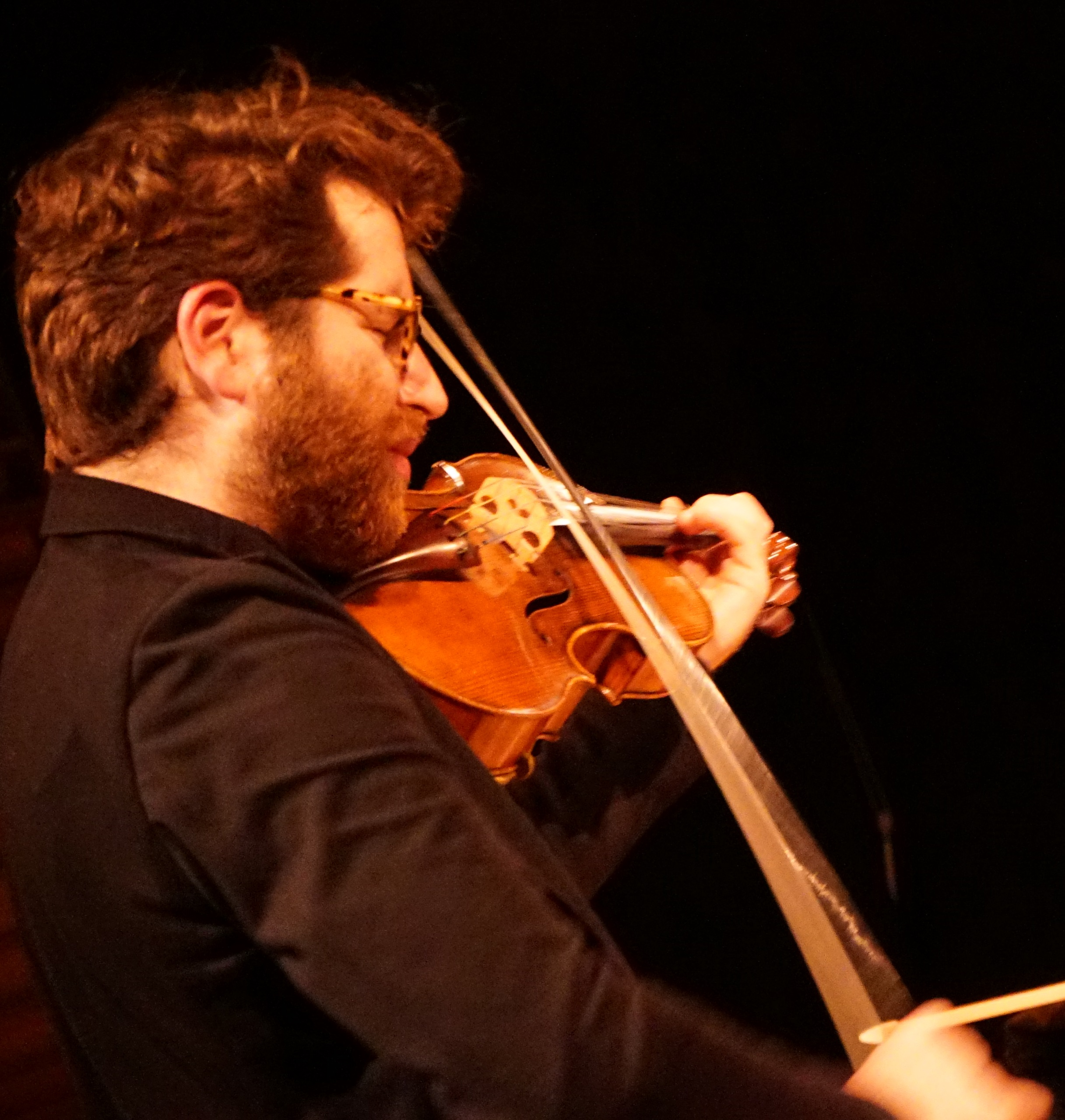
Théo Ceccaldi (2016)

Nach Ansicht von Eyal Hareuveni, der das Album in All About Jazz rezensierte, enthält Carrousel eine originelle Reihe anspruchsvoller Kompositionen, dargeboten von reifen Musikern, die ein eigenes Klangideal gefunden hätten – eine Kammermusik-artige, aber experimentierfreudige Qualität, intensiv, aber lyrisch, stets leicht, aber tiefgründig. Die Vielseitigkeit des Trios zwischen zeitgenössischen Bezügen und der Sensibilität für modernen Jazz wirke in allen Kompositionen organisch. Ihr Zusammenspiel basiere auf dem Erbe zeitgenössischer Kammertrios, weise jedoch ein wichtiges Element von Risikobereitschaft und schnellem Swing-Rhythmus auf. Alle drei würden die Hauptrollen stets wechseln und damit zum spielerischen rhythmischen Zusammenspiel beitragen.
Drei junge französische Musiker, eine Geige, ein Cello und eine E-Gitarre, elf Kompositionen, die ein breites Spektrum an Situationen in einem Rahmen abdecken, den wir der Einfachheit halber als „Kammermusik“ bezeichnen könnten, hieß es in der italienischen Ausgabe von All About Jazz. Doch dies sei alles andere als seriös, einbalsamiert oder starr kodifiziert, vielmehr dienten Regeln und Vorschriften als Ausgangspunkt für experimentierfreudige Unternehmungen. Natürlich seien die Kompositionen ziemlich streng, die Melodielinien und Improvisationsideen scheinen in ihrer Entwicklung einfach zu sein, aber es sei die große Reife, mit der die verfügbaren Elemente kombiniert würden, um eine respektable Klangwirkung zu erzielen, die stets überrasche. Die Musik des Trios würde sich zwischen tadellos ausgeführten klassischen Klängen und Kadenzen und fast brutalen Wellen bewegen, mit rauen, körnigen Tönen, mit dem Cello von Valentin Ceccaldi als unersetzlichem und beweglichem Verbindungspunkt. Theo Ceccaldis Trio habe ein äußerst respektables, reifes und [gleichzeitig] mutiges Debütalbum veröffentlicht.